# Henrique II, Duque de Némours
Henrique II de Saboia-Nemours nasceu e morreu em Paris respectivamente a 7 de Novembro de 1625 e a 14 de Janeiro de 1659.  

## Religioso
Filho cadete de Henrique I de Saboia-Nemours, Duque de Genebra e de Nemours, e de Ana de Lorena, duquesa de Aumale, dedica-se à vida religiosa e é nomeado em 1651 Arcebispos de Reims.

## Casamento
Recebe como herança à morte do seu irmão em 1652, Carlos Amadeu de Saboia-Nemours, os títulos de  Duque de Genebra, de Nemours e de Aumale,  e para assegurar a continuidade renuncia à carreira religiosa e casa-se a 22 de Maio de 1657 com a sua prima Maria Ana de Orleães, a Mademoiselle de Longueville, filha de Henrique II de Orleães-Longueville e Luísa de Bourbon-Soissons, mas não tiveram filhos. 
O casamento que espantou, pois a maior herdeira da França se casava com um cadete cujo espírito era bastante escolástico e já muito doente, só durou dois anos pois Henrique II morreu em 1659.

## Morte
Com a morte de Henrique II, termina o ramo dos Saboia-Nemours e o ducado de Nemours, que era um feudo concedido em 1514 ao seu antepassado Filipe de Saboia que a parti daí se passou a chamar Filipe de Saboia-Nemours, reverteu à Coroa de Luís XIV de França, enquanto o Ducado de Genebra e o de Aumale passaram à sua sobrinha Maria Joana Baptista de Saboia.
A sua viúva, Maria Ana de Orleães, torna-se em 1694 Princesa de Neuchâtel  e Princesa de Dombes.
O corpo de Henrique II foi trazido para o túmulo de família em Annecy, na Alta Saboia.
| Antecessor                      | Henrique II de Saboia-Nemours 1625 - †1659                                  | Sucessor                                                                  |
| ------------------------------- | --------------------------------------------------------------------------- | ------------------------------------------------------------------------- |
| Carlos Amadeu de Saboia-Nemours | Brasão dos Saboia-Nemours                                                   | Fim do ducado Saboia-Nemours que voltam à Coroa de França                 |
|                                 | Duque de Nemours (1652-1659) Duque de Genebra e Duque de Aumale (1652-1659) | Os ducados de Genebra e de Aumale passam a Maria Joana Baptista de Saboia |